# Gare de Sartrouville
Gare de Sartrouville vasútállomás és RER állomás Franciaországban, Sartrouville településen.

## Vasútvonalak
Az állomást az alábbi vasútvonalak érintik:
- Párizs–Le Havre-vasútvonal
- Nanterre-Université-Sartrouville-vasútvonal

## Kapcsolódó állomások
A vasútállomáshoz az alábbi állomások vannak a legközelebb:
- Gare de Maisons-Laffitte (Gare de Poissy, Gare de Cergy-le-Haut, A RER-vonal)
- Gare de Houilles - Carrières-sur-Seine (Gare de Boissy-Saint-Léger, A RER-vonal)
- Gare de Houilles - Carrières-sur-Seine (Paris Gare Saint-Lazare, Transilien line L)
- Gare de Maisons-Laffitte (Gare de Cergy-le-Haut, Transilien line L)

## Lásd még
- Franciaország vasútállomásainak listája
- A RER állomásainak listája